# Palestine Broadcasting Service

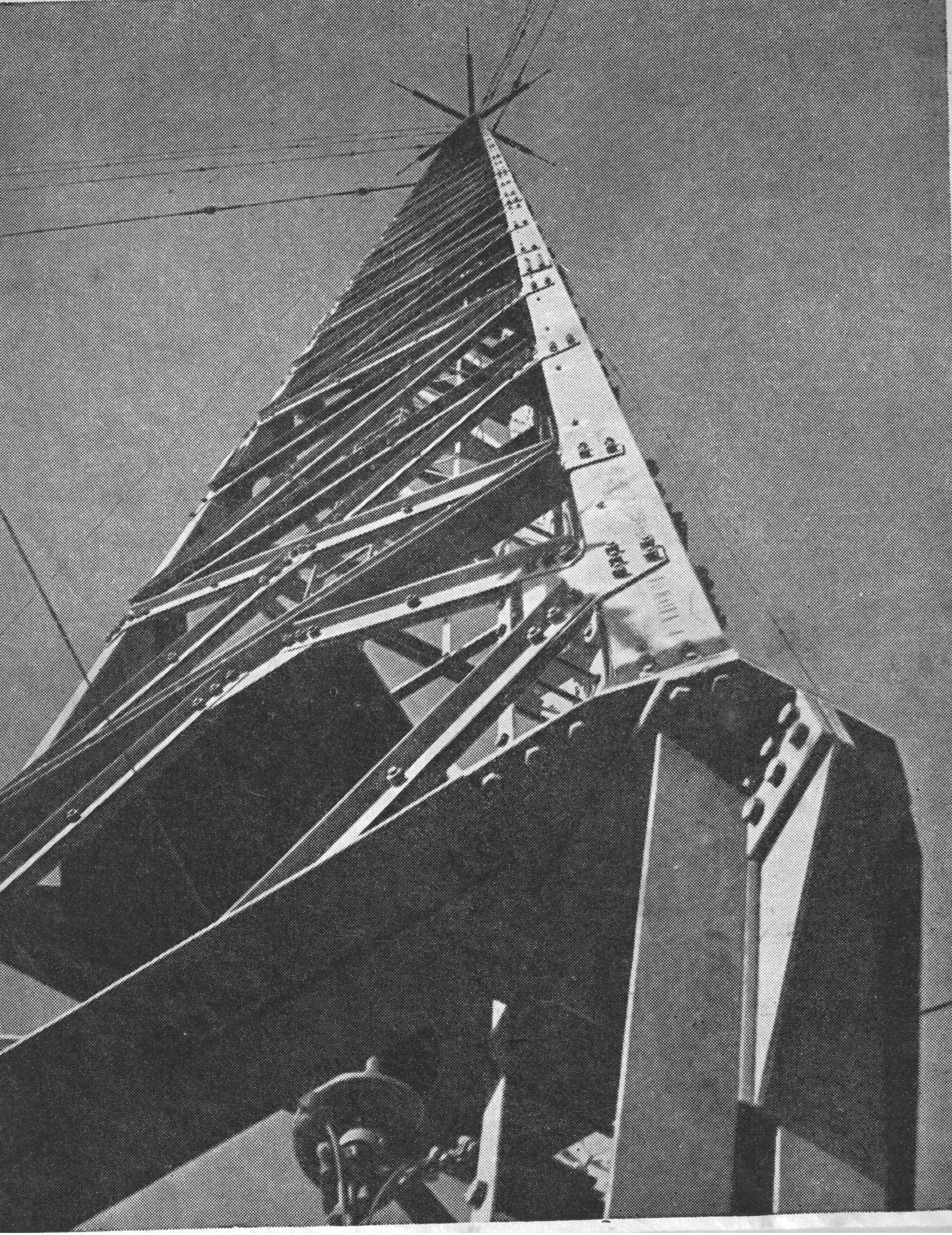
Der 225 Meter hohe Sendeturm des Palestine Broadcasting Service in Ramallah, 1945

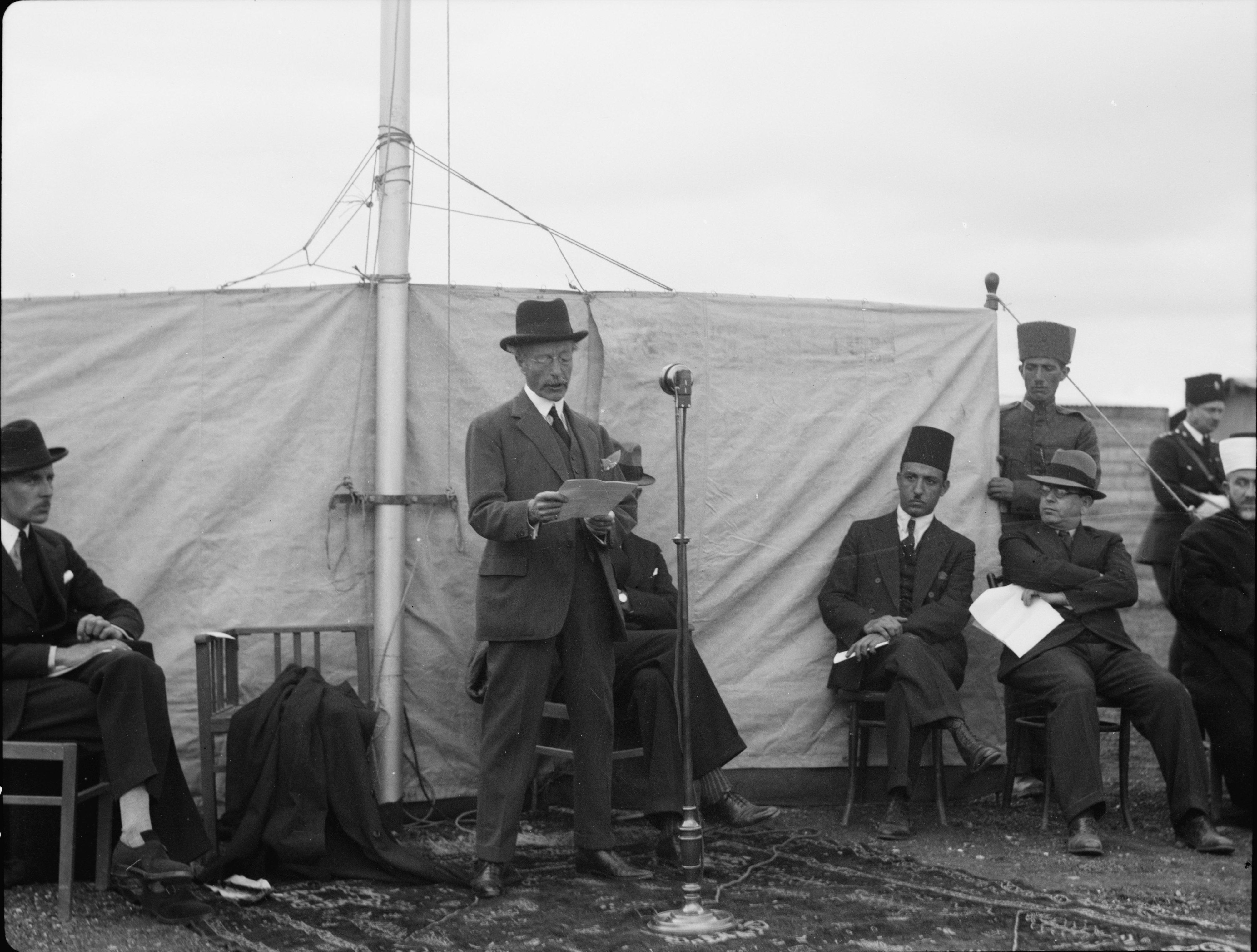
Eröffnung des Palestine Broadcasting Service am 30. März 1936. Hochkommissar Arthur Grenfell Wauchope hält die Eröffnungsrede in Ramallah.

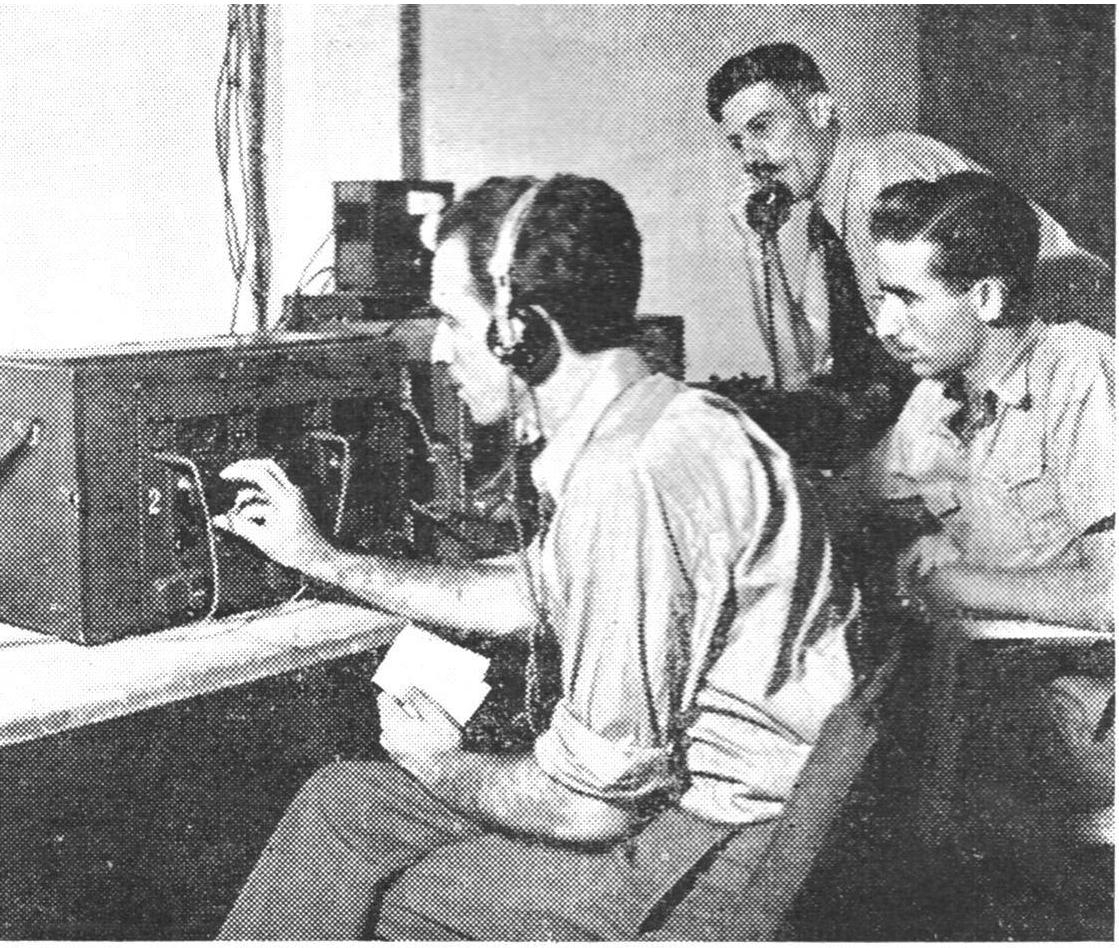
Rundfunkkontrollraum im Gebäude des PBS in Jerusalem, 1943

Der Palestine Broadcasting Service (PBS) war der staatliche Rundfunk auf dem Gebiet des britischen Völkerbundsmandats für Palästina. Das Programm wurde in Jerusalem produziert, die Sendeanlage stand in Ramallah. Der PBS sendete von März 1936 bis Ende des britischen Mandats im Jahr 1948 in arabischer, hebräischer und englischer Sprache.
Der Aufbau erfolgte nach dem Vorbild der BBC. Die Finanzierung übernahm zum einen Teil die britische Regierung, zum anderen erfolgte sie aus Rundfunkgebühren.
Dem arabischen Programm wurde die längste Sendezeit eingeräumt. Zum einen bildeten Araber (einheimische palästinensische und Immigranten vor allem aus Ägypten, Jemen, Libanon, Nordafrika und Syrien) die größte Sprachgruppe im Mandatsgebiet, die Hebräer eine kleinere, wenn auch stark wachsende Sprachgruppe, deren Sprache allein der PBS als offizieller Rundfunk bediente. Abgesehen von jüdischen Arabern, die der PBS ja bediente, sprachen die meisten jüdischen Palästinenser noch andere Sprachen, weshalb sie ausländische Radiosender hören könnten.
Die Gründung des PBS durch die britische Mandatsverwaltung hatte zwei Gründe: die Reduzierung der Konflikte zwischen den arabischen und jüdischen Einwohnern des Mandatsgebietes und die Verbesserung der Reputation der britischen Verwaltung selbst. Aus diesem Grund wurden die Nachrichten in den Programmen stark zensiert.
Palästinas Hoher Kommissar Arthur Grenfell Wauchope sagte zum Start der Station:

“The Broadcasting Service in Palestine will not be concerned with politics. Its main object will be the spread of knowledge and culture. Nor, I can assure you, will the claims of religion be neglected.”

„Der Rundfunkdienst in Palästina wird sich nicht mit Politik befassen. Sein Hauptanliegen wird die Verbreitung von Wissen und Kultur sein. Ich kann Ihnen versichern, dass auch die Ansprüche der Religion nicht vernachlässigt werden.“

## Senderkennung
Die Ausstrahlungen in englischer Sprache fanden unter "Jerusalem calling" statt, die in hebräischer Sprache unter "Qol Jeruschalajim" (hebräisch קוֹל יְרוּשָׁלַיִם Qōl Jərūschalajim, deutsch ‚Stimme Jerusalems‘) und die arabischen unter der Kennung "Iza'at al Quds" (arabisch إذاعة القدس Iḏāʿat al-Quds ‚Radio Jerusalem‘) statt. Eigentlich sollte das hebräische Programm den Namen "Qol Eretz Israel" (Stimme Palästinas/des Landes Israel) tragen, das wurde aber sowohl von den Arabern als auch den Briten abgelehnt, obwohl Eretz Israel eine offizielle Bezeichnung des Mandatsgebiets war, oft als א״י AI abgekürzt, wenn an gleicher Stelle auch der Terminus פָּלֶשְׂתִּינָה Palestīnah geschrieben stand.

## Sendebeginn
Nach 14-monatiger Vorbereitung ab Dezember 1934 begann der PBS am 30. März 1936 mit den Ausstrahlungen. Um 16.17 Uhr schaltete Hochkommissar Wauchope den Sender in Ramallah ein. Der Direktor der Post im Mandatsgebiet William Hudson sprach die ersten Worte: „It is Jerusalem calling“. Danach sprach der arabische Moderator Kaabani dieselben Worte, und dann verkündete der hebräische Ansager Abadi: „Hallo! Hallo! Jerusalem spricht!“ Es folgte die Rede des Hochkommissars und ein Marsch, gespielt von einer Militärkapelle. Die Sendung wurde danach aus Jerusalem fortgesetzt. Das Studio befand sich im ehemaligen Palace Hotel. Der hebräische Teil der Sendung bestand aus jüdischen Liedern, einem Kammerkonzert mit der Cellistin Thelma Yelin, die Schauspielerin Hanna Rovina rezitierte Verse aus der „Schriftrolle des Feuers“ des Dichters Chaim Nachman Bialik und aus dem „Hohelied Salomons“. 

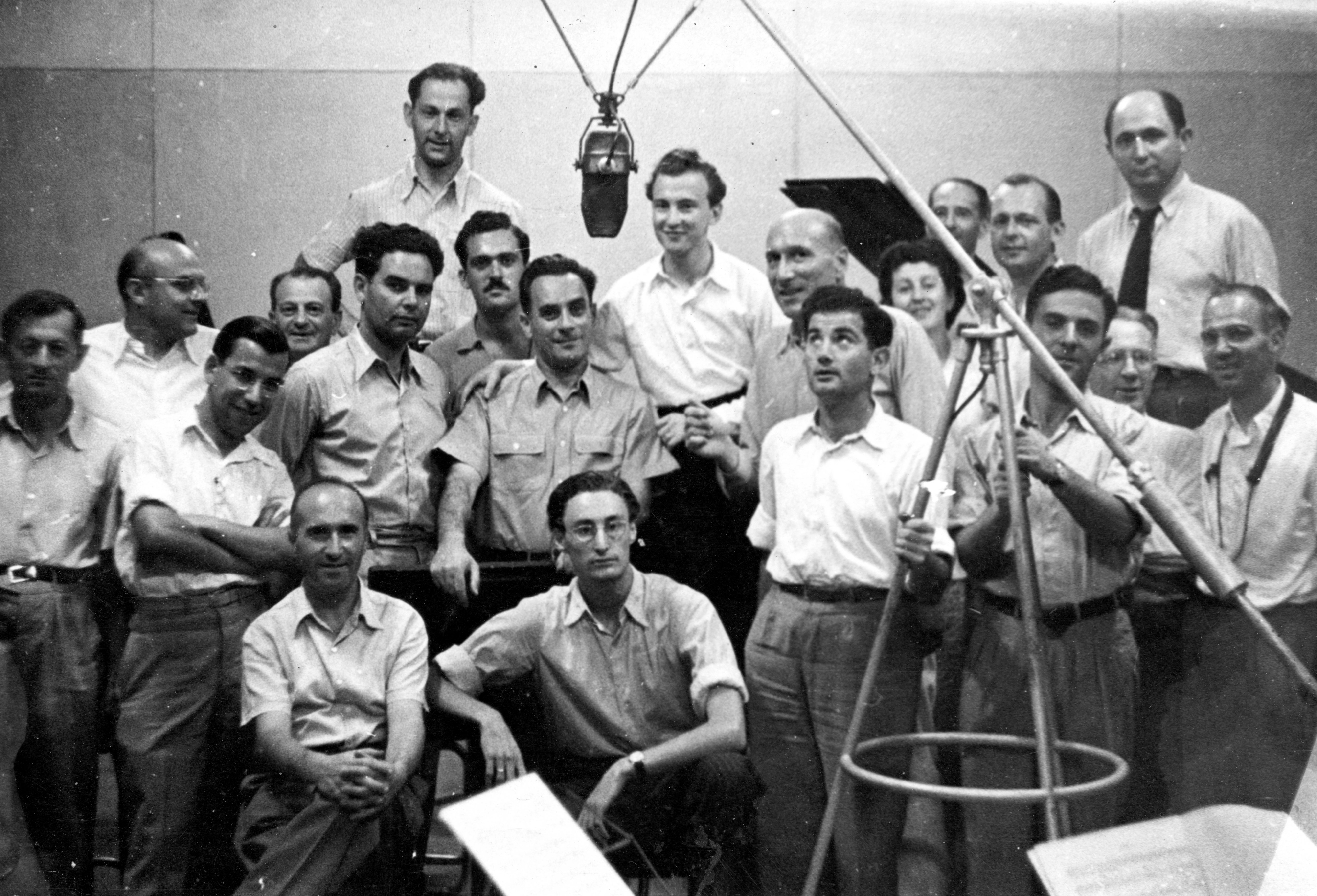
Foto nach einem Konzert im Studio des Palestine Broadcasting Service in Jerusalem im Juli 1947. Pianist Menachem Pressler steht rechts vom Mikrofon.

## Programm
Das Programm richtete sich an zwei Zielgruppen der beiden Bevölkerungsteile Palästinas: an Bauern und Musikliebhaber.

“There are thousands of farmers in this country who are striving to improve their methods of agriculture. I hope we shall find ways and means to help these farmers and assist them to increase the yield of the soil, improve the quality of their produce, and explain the advantages of various forms of cooperation.
There are thousands of people in Palestine who have a natural love of music, but who experience difficulty in finding the means whereby they may enjoy the many pleasures that music gives. The Broadcasting Service will endeavor to fill this need and stimulate musical life in Palestine, so that we may see both oriental and Western music grow in strength, side by side, each true to its own tradition.”

„Es gibt Tausende von Bauern in diesem Land, die sich bemühen, ihre landwirtschaftlichen Methoden zu verbessern. Ich hoffe, dass wir Mittel und Wege finden werden, um diesen Landwirten zu helfen und sie dabei zu unterstützen, den Ertrag des Bodens zu steigern, die Qualität ihrer Produkte zu verbessern und die Vorteile der verschiedenen Formen der Zusammenarbeit zu erläutern.
Es gibt Tausende von Menschen in Palästina, die eine natürliche Liebe zur Musik haben, aber Schwierigkeiten haben, Mittel und Wege zu finden, um die vielen Freuden zu genießen, die die Musik bietet. Der Rundfunk wird sich bemühen, dieses Bedürfnis zu befriedigen und das musikalische Leben in Palästina zu stimulieren, damit wir sehen können, wie sowohl die orientalische als auch die westliche Musik Seite an Seite, jede getreu ihrer eigenen Tradition, an Kraft gewinnt.“

Gesendet wurde viel Musik, Kinderprogramme, Gespräche und kurze Bildungsprogramme. In den arabischen Sendestunden beschäftigte man sich mit einem weiten Themenspektrum von den großen Momenten der arabischen Geschichte bis zu Dingen wie der Geschichte der Orangenproduktion.
Eine Sendung hieß "Das arabische Heim" von Salwa Saʿid, einer Frau aus dem Libanon, die nach ihrer Heirat nach Palästina kam. Zwölf Sendungen wurden Ende der 1930er/Anfang der 1940er Jahre ausgestrahlt. Deren Inhalt war neben Haushaltstipps auch die Stellung der Frau in der Gesellschaft und der Kampf um soziale und nationale Identität, was dann entgegen der Vorgabe sehr politisch war. Der PBS hatte ein eigenes Orchester, das vor allem Volksmusik spielte. Es traten berühmte arabische Künstler aus Ägypten, dem Libanon und Syrien auf. Co-Direktor des arabischen Programms war der Dichter Ibrahim Touqan. Bei den Programmmachern der hebräischen Sendungen gab es zunächst Diskussionen darüber, welche Art Musik man spielen sollte. Ab Mitte der 1930er Jahre strahlte man verstärkt klassische Musik aus. Wegen der Verfolgung der Juden in Europa kamen von dort auch klassisch ausgebildete Musiker nach Palästina. So spielte der PBS nicht nur bei der Verbreitung der lokalen Volksmusik eine große Rolle, auch bei der Verbreitung klassischer Musik. Einer der Höhepunkte war der Besuch des italienischen Dirigenten Arturo Toscanini, der das PBS-Orchester dirigierte. Auch Hörspiele wurden gesendet.
Eine besondere Bedeutung hat das hebräische Programm des PBS für die Verbreitung der gesprochenen hebräischen Sprache in einer Zeit, in der es noch sehr wenige hebräische Sprecher gab und Juden die Sprache nur als Schriftsprache kannten.
Im Juli 1939 bezog der PBS neue Studios in einem Haus am Queen Melisande’s Way (heute Rechov Helení haMalkáh). Es wurde ursprünglich für die königliche Familie von Äthiopien gebaut.

## PBS 2
Bis 1942 sendete der Palestine Broadcasting Service mit einer Leistung von 20 kW auf der Frequenz 668 kHz. Mit Einführung des zweiten Kanals PBS 2 wurde die Frequenz auf 667 kHz geändert, um den Empfang in Europa zu verbessern. PBS 2 sendete mit 20 kW auf der Frequenz 574 kHz. Somit gab es ab 1942 zwei getrennte Programme für die Sprachen arabisch/englisch (Radio al-Quds, PBS 1) und hebräisch/englisch (Qol Jeruschalajim, PBS 2).

## Programmschema 1946
In einer Veröffentlichung des PBS vom 6. November 1946 durch den Direktor Edwin Samuel und seines Stellvertreters Rex Keating werden folgende Sendungen angekündigt:

### PBS1
07.00-07.40 Arabisch
07.45-08.00 Englisch
11.00 Englisch
12.00 Englisch (nur sonntags)
13.45-14.45 Arabisch
17.00-18.15 Englisch (dienstags ab 1715, freitags und sonnabends ab 1730)
18.15-19.30 Arabisch
21.30-21.45 Englisch
21.45-22.30 Englisches Unterhaltungsprogramm

### PBS2
07.00-07.45 Hebräisch
07.45-08.00 Englisch
11.00-12.30 Hebräisch (nur sonnabends)
11.00 Englisch (sonntags-freitags)
12.00-12.30 Hebräisch (nur sonntags)
12.30-13.30 Hebräisch
15.00-18.15 Englisch
18.15-22.30 Hebräisch
21.45-22.30 Englisches Alternativprogramm

#### Nachrichtensendungen
In englischer Sprache 07.45, 13.30, 21.30
Auf Arabisch 07.15, 13.45, 18.45, 20.15, 21.25
In Hebräisch 08.15, 13.15, 18.45, 20.15, 21.25

#### Höhepunkte der Programme
Sonntags: 10.00-11.00 Gottesdienst aus Kirchen in Jerusalem
Freitag: 11.00-12.15: muslimische Gebete aus der Al-Aqsa-Moschee in Jerusalem (auf Arabisch)
Täglich: 20.00-20.15 Lesung (auf Hebräisch) aus dem Alten Testament

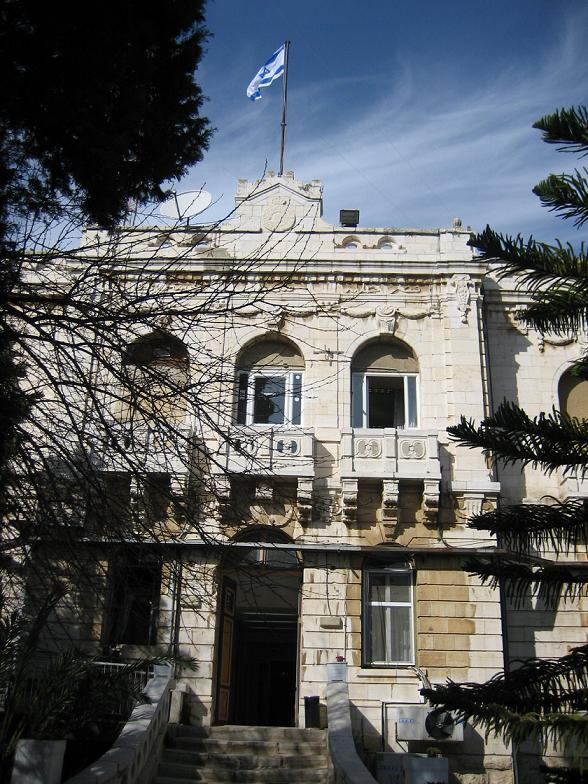
Qol-Jisraʾel-Gebäude 2007, Rechov Heleni haMalka, ehemals Sitz des PBS

## Das Ende des Palestine Broadcasting Service
Kurz vor dem Ende des britischen Mandats für Palästina am 15. Mai 1948 beauftragte die Mandatsverwaltung die Arabische Legion mit dem Schutz des Funkhauses im Queen Melisande’s Way (heute Rechov Helení haMalkáh). Daraufhin verließen die Mitarbeiter des hebräischen Programms am 14. Dezember 1947 das Funkhaus und sendeten von einem Ort im Stadtzentrum Jerusalems weiter. Gleichzeitig wurden Studios an einem anderen Ort in Jerusalem vorbereitet. Bei der Gründung des Staates Israel am 14. Mai 1948 gab es zwei israelische Sender: den Qol Jeruschalajim aus Jerusalem und den Qol Jisraʾel aus Tel Aviv. Wegen der Unsicherheit des Status von Jerusalem wurden beide Sender bis 1950 unabhängig voneinander betrieben. Nach Verlegung der meisten israelischen Staatsbehörden in Tel Aviv von dort nach Jerusalem wurden beide Sender dort als Qol Jisraʾel mit Übernahme der Mitarbeiter und Infrastruktur zusammengelegt. Er behielt die Frequenz von PBS 2, konnte allerdings zunächst keine Sendungen auf Mittelwelle ausstrahlen. 
Im Palästinakrieg besetzte das damalige Transjordanien das Westjordanland, in dem die Sendeanlage in Ramallah lagen. Von dort wurde auf den Frequenzen von PBS 1 das Programm "Arab Jerusalem Broadcasting Station" in den Sprachen Englisch und Arabisch verbreitet, woraus der Hashemite Jordan Broadcasting Service hervorging.